# Аквасанта-Терме
Аквасанта-Терме (итал. Acquasanta Terme) — город в Италии, расположен в регионе Марке, подчинён административному центру Асколи-Пичено (провинция).
Население составляет 3347 человек, плотность населения составляет 24 чел./км². Занимает площадь 138 км². Почтовый индекс — 63041. Телефонный код — 00736.
Покровителем коммуны почитается святой Иоанн Креститель, празднование 29 сентября.